# Spatřujeme světlo
Spatřujeme světlo (Žalmy 2) (1993) je po albu Žalmy druhé studiové album Oborohu a zároveň poslední, které je celé vyplněné biblickými žalmy v ekumenickém překladu zhudebněné Stanislavem Klecandrem. Jde o nejrockovější album Oborohu. Sleeve-note napsal Svatopluk Karásek.

## Seznam písní
1. Ne nás, Hospodine (Žalm 115)
2. Když vyšel Izrael z Egypta (Žalm 114)
3. Přiznejte Hospodinu / Hospodinův hlas (Žalm 29)
4. Hospodine, zkoumáš mne a znáš mne (Žalm 139, verše 1-12.15.16.23.24)
5. Spatřujeme světlo (Žalm 36)
6. Blaze tomu, z něhož nevěrnost je sňata (Žalm 32)
7. Jako laň dychtí po bystré vodě (Žalm 42, verše 2-9 a Žalm 43, verše 3-5)
8. Bůh sám, Bůh Hospodin (Žalm 50, verše 1-15.23)
9. Je tak dobré Bohu našemu pět žalmy (Žalm 147)

## Obsazení

### Oboroh
- Stanislav Klecandr – akustické kytary (1–9), zpěv (1, 2, 4–9)
- Jaroslav Jetenský – elektrická kytara (1–5, 7, 8), zpěv (2, 3, 7), sbor (1, 9)
- Roman Dostál – bicí (1–6, 8, 9), varhany (9), zpěv (1–4, 8), sbor (9)
- Jan Šebesta – hoboj (1, 3, 5, 6, 8, 9), sbor (1, 9)
- František Šimeček – baskytara (1–6, 8, 9)

### Hosté
- Richard Dvořák – varhany (3, 6)
- Daniela Macháčková – sbor (9)